# Джунглівниця флореська
Джунглівниця флореська (Cyornis oscillans) — вид горобцеподібних птахів родини мухоловкових (Muscicapidae). Ендемік Індонезії.

## Таксономія
Флореську джунглівницю раніше відносили до роду Джунглівниця (Rhinomyias), однак дослідження 2010 року показало, що рід є поліфілітичним. За результатами дослідження низку видів, зокрема флореську джунглівницю було переведено до роду Гірська нільтава (Cyornis).
Сумбанську джунглівницю раніше вважали підвидом флореської джунглівниці, однак в 2021 році вона була визнана окремим видом.

## Поширення і екологія
Флореські джунглівниці живуть в гірських тропічних лісах Флоресу.